# Cesare Segre
Cesare Segre (Verzuolo, 4 aprile 1928 – Milano, 16 marzo 2014) è stato un filologo, semiologo, ispanista e critico letterario italiano.
Fu professore ordinario e professore emerito dell'Università degli Studi di Pavia, diresse il Centro di Ricerca su Testi e Tradizioni Testuali dello IUSS di Pavia, e fu  membro dell’Accademia dei Lincei.

## Biografia
Di famiglia ebraica, era il primogenito di Franchino Segre, di Saluzzo, impiegato delle Cartiere Burgo, e di Vittorina Cases, di Milano; la coppia aveva trovato residenza a Verzuolo. Nel 1930 nacque la sorella Adriana. Nel 1931, una volta promosso Franchino a dirigente, la famiglia si trasferì a Milano, e dal 1934 a Torino. Nel 1935 nacque l'ultimogenito Carlo.  
Cesare Segre perciò crebbe a Torino, studiando al Regio Liceo Ginnasio Vittorio Alfieri. Nel 1943 suo padre lo mise in salvo dai rastrellamenti nazisti affidandolo al direttore del seminario di Avigliana con la falsa identità di Cesare Serra, nato in Calabria, a Paola, zona liberata e perciò con anagrafe non consultabile. Non potendo uscire dal seminario, passava il tempo leggendo e traducendo con passione brani in varie lingue, e scoprì gli illuministi. In seguito studiò Lettere all'Università degli Studi di Torino, laureandosi nel 1950 con lode, allievo di Benvenuto Terracini: ebbe anche modo di seguire i corsi dello zio Santorre Debenedetti. 
Libero docente di filologia romanza dal 1954, insegnò presso le Università degli Studi di Trieste e di Pavia, dove, negli anni sessanta, divenne ordinario della materia. Fu inoltre visiting professor presso le Università di Manchester, Rio de Janeiro, Harvard, Princeton, Berkeley.
Collaborò a numerose riviste: fra le altre, Studi di filologia italiana, Cultura neolatina, L'Approdo letterario; fu redattore di Paragone; direttore, con Maria Corti, D'Arco Silvio Avalle e Dante Isella, di Strumenti critici; condirettore di Medioevo romanzo e della collana Critica e filologia dell'editore Feltrinelli. Ha fatto inoltre parte del consiglio direttivo di Esperienze Letterarie. Collaborò con Carlo Ossola alla stesura di un'antologia della poesia italiana presso l'editore Einaudi e con Clelia Martignoni a un'ampia antologia scolastica per Bruno Mondadori. Dal 1988 è stato collaboratore del Corriere della Sera.
Fu presidente della International Association for Semiotic Studies. Con le sue ricerche ha contribuito a introdurre le teorie formaliste e strutturaliste nella critica italiana. Da un punto di vista teorico e metodologico, sono centrali studi come:
- Lingua, stile e società (1963);
- I segni e la critica (1969);
- I metodi attuali della critica in Italia (1970), in collaborazione con Maria Corti;
- Le strutture e il tempo (1973);
- Avviamento all'analisi del testo letterario (1985), che riprende anche gli articoli scritti per l'«Enciclopedia Einaudi»;
- Notizie dalla crisi (1993).

Socio corrispondente dal 1974, il 23 maggio 1988 fu eletto accademico della Crusca.
Si ricordano anche le sue fondamentali edizioni critiche delle Satire di Ludovico Ariosto, della Chanson de Roland, del Libro dei vizi e delle virtù di Bono Giamboni e, in collaborazione con Santorre Debenedetti, dell'Orlando furioso; scrisse inoltre molte prefazioni a testi di linguisti e autori classici della letteratura non solo italiana. Inoltre raccontò il proprio percorso intellettuale in Per curiosità. Una specie di autobiografia (1999).
Le sue ceneri riposano al cimitero monumentale di Milano. Parte della sua raccolta libraria fu donata alla Biblioteca di Studi Umanistici dell'Università di Pavia. 
Era sposato con Maria Luisa Meneghetti, anch'ella docente di filologia romanza.

## Onorificenze
Premio Feltrinelli per la Filologia, conferito nel 1992 dall'Accademia Nazionale dei Lincei.

## Opere principali
- Lingua, stile, società. Studi sulla storia della prosa italiana, Feltrinelli, Milano, 1963; coll. "Campi del Sapere", Feltrinelli, Milano, 1991
- Esperienze ariostesche, Nistri-Lischi, Pisa, 1966
- I segni e la critica. Fra strutturalismo e semiologia, coll. "Paperbacks" n. 10, Einaudi, Torino 1969; con una nuova introduzione, coll. "Piccola Biblioteca. Saggistica letteraria e linguistica", Einaudi, Torino, 2008
- I metodi attuali della critica in Italia, in collaborazione con Maria Corti, Eri, Torino, 1970
- La tradizione della "Chanson de Roland", Ricciardi, Milano-Napoli, 1974
- Le strutture e il tempo. Narrazione, poesia, modelli, coll. "Paperbacks" n. 51, Einaudi, Torino 1974
- Semiotica, storia e cultura, Liviana, Padova, 1977
- Semiotica filologica. Testo e modelli culturali, Einaudi, Torino, 1979
- Intorno alla linguistica (a cura di), Feltrinelli, Milano, 1983
- Teatro e romanzo. Due tipi di comunicazione letteraria, coll. "Paperbacks" n. 152, Einaudi, Torino, 1984
- Difendo l'Ariosto. Sulle correzioni autografe delle "Satire", Giardini, Pisa, 1984
- Strutturalismo e critica (a cura di), Il Saggiatore, Milano, 1985
- Avviamento all'analisi del testo letterario, coll. "Paperbacks" n. 165, Einaudi, Torino, 1985; coll. "Biblioteca" n. 68, Einaudi, Torino, 1999
- Fuori del mondo. I modelli nella follia e nelle immagini dell'aldilà, Einaudi, Torino, 1990
- Due lezioni di ecdotica, Scuola Normale Superiore, Pisa, 1991
- Intrecci di voci. La polifonia nella letteratura del Novecento, Einaudi, Torino, 1991
- Notizie della crisi, coll. "Paperbacks" n. 243, Einaudi, Torino, 1993
- Ecdotica e comparatistica romanze, a cura di Alberto Conte, Ricciardi, Milano-Napoli, 1998
- La letteratura italiana del Novecento, Laterza, Roma-Bari, 1999 (già come La cultura italiana del Novecento, 1996)
- Per curiosità. Una specie di autobiografia, coll. "Gli Struzzi" n. 512, Einaudi, Torino, 1999
- Le varianti e la storia. Il "Canzoniere" di Francesco Petrarca: lezione Sapegno 1999, Bollati Boringhieri, Torino, 1999 (con due interventi di Giovanni Giudici e Alessandro Pancheri)
- Ritorno alla critica, coll. "Biblioteca" n. 110, Einaudi, Torino, 2001
- La pelle di San Bartolomeo. Discorso e tempo dell'arte, Einaudi, Torino, 2003
- Tempo di bilanci. La fine del Novecento, coll. "Biblioteca" n. 201, Einaudi, Torino, 2005
- Pittura, linguaggio e tempo, coll. "Opere inedite di cultura" n. 11, Monte Università Parma, 2006 (ed. limitata)
- Dai metodi ai testi. Varianti, personaggi, narrazioni, Aragno, Torino, 2008
- Dieci prove di fantasia, coll. "L'Arcipelago", Einaudi, Torino, 2010
- Critica e critici, coll. "Piccola Biblioteca. Nuova Serie" n. 574, Einaudi, Torino, 2012
- Opera critica, coll. "I Meridiani", Mondadori, Milano, 2014